# 라파엘 크나르
라파엘 크나르(프랑스어: Raphaël Quenard, 1991년 5월 16일 ~ )는 프랑스의 배우이다.